# Wu wei
Wu wei (chineză: 無爲; pinyin: wú wéi) este un concept ce înseamnă „indurație” sau „inactivitate”. Wu wei a apărut în perioada Primăverii și a Toamnei, din confucianism, devenind un concept important în organizarea statală a Chinei și în taoism, fiind folosit de obicei cu sensul de formă ideală de guvernământ, incluzând comportamentul împăratului. Pe lângă o stare de armonie personală fără conflict, spontaneitate liberă și pricepere, descrie mai ales o stare de spirit sau mentală, fiind în concordanță cu morala în confucianism. Sinologul Jean François Billeter o descrie ca o „stare de cunoaștere perfectă a realității situației, eficacitate perfectă și un echilibru perfect al energiei” pe care, în practică, Edward Slingerland le califică drept „serie de dispoziții («transformate», incluzând comportamentul)... ce se conformează cu normalitatea”.

## Definiție
Sinologul Herrlee Creel consideră că wu wei, cum este găsit în Tao Te Ching și Zhuangzi, denotă două lucruri diferite:
1. o „atitudine autentică de inacțiune, motivată de o lipsă de dorință în a participa în treburile omenești” și
2. o „tehnică prin care cel care o practică poate spori controlul pe care îl are în treburile omenești”.

Primul este conform taoismului contemplativ al lui Zhuangzi. Descris ca o sursă de liniște în gândirea taoistă, doar foarte rar textele taoiste sugerează că oamenii obișnuiți pot câștiga putere politică prin wu wei. Zhuangzhi nu pare să indice o idee filosofică definitorie, doar că înțeleptul „nu își preocupă timpul cu chestiuni lumești”.
Cel de-al doilea sens pare a fi importat din gândirea guvernantă dinainte, cea a legalistului Shen Buhai (400 î.Hr. - 337 î.Hr.) deoarece taoiștii au devenit din ce în ce mai interesați de exercitarea puterii de către conducător. Numită „conducere prin inactivitate” și susținută ferm de Han Fei, în timpul dinastiei Han conducătorii de până la Han Wudi și-au limitat activitatea la „mai ales numirea și demiterea marilor oficiali”, o simplă practică legalistă moștenită de la dinastia Qin. Acest „concept de rol al conducătorului ca un arbitru suprem, care ține puterea în propriile mâini”, lăsând detaliile miniștrilor, are „o mare influență asupra teoriei și practicilor monarhiei chineze” și a jucat „un rol important în promovarea tradiției autocratice a organizării chineze”, asigurând puterea conducătorului și stabilitatea organizării.
Apărând doar de trei ori în prima jumătate (contemplativă) a Zhuangzi, primii taoiști au evitat termenul din cauza asocierii lui cu legalismul înainte de a coopta în final și sensul guvernant de asemenea, cum se încearcă în ultima jumătate a Zhuangzi. Crezut de învățații moderni că a fost scris dupa Zhuangzi, wu wei devine un „principiu major pentru preocupările sociale și politice” în taoismul mai „probant” al Tao Te Ching, în care taoistul „caută să-și folosească puterea pentru a controla și a guverna lumea”.